# همت‌آباد (رامیان)
همت آباد، روستایی است از توابع بخش فندرسک شهرستان رامیان در استان گلستان ایران.
روستای محمد آباد فندرسک روبه روی این روستا واقع شده است.
شغل اکثریت مردم روستا کشاورزی است.
دو سد پرورش ماهی ابزی در نزدیکی این روستا وجود دارد.
مسجد امام حسین (ع) این روستا دارای هیئت عزاداری با نام هیئت علمدار کربلا میباشد که در محرم پذیرای عزاداران ابا عبدالله حسین(ع) میباشد.
در محرم نوعی سینه زنی سنتی در این مسجد با نام سینه زنی نشسته انجام میشود که در نوع خود در استان بی نظیر است.

## جمعیت
این روستا در دهستان فندرسک شمالی قرار دارد و براساس سرشماری مرکز آمار ایران در سال ۱۳۸۵، جمعیت آن ۹۹ نفر (۲۴خانوار) بوده‌است.